# Одноразовий відвідувач (шаблон поведінки)
Одноразовий відвідувач (англ. Single-serving visitor) — шаблон поведінки. Призначений для оптимізації роботи шаблону відвідувач (Visitor). Використовується лише один раз, після закінчення всіх операцій він видаляється(у більшості випадків).

## Використання
Цей шаблон поведінки є особливим випадком використання паттерна «відвідувач», тому його потрібно застосовувати у певних особливих випадках, таких як:
- В програмі має бути тільки один екземпляр такого відвідувача. В певних випадках можна реалізувати такого відвідувача, як одинака. При цьому можна бути впевненим, що відвідувач може бути викликаний пізніше без змін параметрів.
- Він є особливим випадком реалізації паттерна «відвідувач», тож він також описує операцію, яка виконується над об'єктами інших класів, він може виконати ті ж самі функції, що і у випадку звичайного паттерну «відвідувач», але після виконання ним заданих функцій він видаляється.
- Після виконання певної операції програми, не потрібно щоб відвідувачі залишитися в пам'яті. Це часто трапляється при відвідуванні великої кількості об'єктів, або ієрархії (наприклад, коли шаблон відвідувач використовується разом з шаблоном Компоновщик) для виконання одного завдання на ньому.
- Шаблон регулярного відвідувача слід використовувати, коли відвідувач повинен залишитися в пам'яті. Це потрібно для того щоб встановити відвідувачем ряд налаштувань, які будуть збережені в пам'яті для пізнього використання відвідувачем.

## Приклади використання
Паттерн одноразового відвідувача викликається через проміжні шари статичних методів
Реалізація на C++
Без параметрів:
```
Element
*
 
elem
;

      
SingleServingVisitor
::
apply_to
(
elem
);

```

З параметрами:
```
Element
*
 
elem
;

 
TYPE
 
param1
,
 
param2
;

 
SingleServingVisitor
::
apply_to
(
elem
,
 
param1
,
 
param2
);

```

Реалізація на C#
Без параметрів:
```
public
 
static
 
Element
 
elem
;

       
SingleServingVisitor
.
apply_to
(
elem
);

```

З параметрами:
```
public
 
static
 
Element
 
elem
;

	 
public
 
static
 
TYPE
 
param1
 
=
 
new
 
TYPE
();

	 
public
 
static
 
TYPE
 
param2
 
=
 
new
 
TYPE
();

	 
SingleServingVisitor
.
apply_to
(
elem
,
 
param1
,
 
param2
);

```

## Наслідки

### Переваги
- Відвідувачі викликаються при необхідності і можуть знищуватися без будь-якої шкоди. Тим самим не створюючи "зомбованих об'єктів" 
- Відвідувач створюється, використовується і знищується від єдиного виклику певного статичного методу який був для цього призначений.

### Недоліки
- Є істотний недолік у тому, що одноразовий відвідувач при виклику певного методу, він спочатку створюється, а потім знищується, це непродуктивна операція, яка забирає достатньо велику кількість часу. 

### Передавання параметрів
Якщо одноразовий відвідувач був ініціалізований, то параметри повинні передаватися через статичний метод:
Реалізація на C++
```
void
 
SingleServingVisitor::apply_to
(
Element
*
 
elem
,
 
TYPE
 
param1
,
 
TYPE
 
param2
,
 
...)
 

{

    
SingleServingVisitor
 
ssv
(
param1
,
 
param2
,
 
...);

    
elem
.
accept
(
&
ssv
);

}

```

Реалізація на C#
```
public
 
partial
 
class
 
SingleServingVisitor

{

	
public
 
void
 
apply_to
(
Element
 
elem
,
 
TYPE
 
param1
,
 
TYPE
 
param2
,
 
...
 
)

	
{

		
SingleServingVisitor
 
ssv
 
=
 
new
 
SingleServingVisitor
(
param1
,
 
param2
,
 
...);

		
elem
.
accept
(
ssv
);

	
}

}

```

## Використання як одинака (singleton)
Така реалізація забезпечує: 
- Не більше одного екземпляра самообслуговуючого відвідувача
- Доступ до відвідувача може бути надано пізніше

Реалізація на C++
```
// Призначення

class
 
SingleServingVisitor
 
{

protected
:

    
static
 
SingleServingVisitor
*
 
instance_
;

    
TYPE
 
param1_
;

    
TYPE
 
param2_
;

    
SingleServingVisitor
();

    
static
 
SingleServingVisitor
*
 
get_instance
();

    
// Зауваження: метод get_instance не повинен бути публічним 

public
:

    
~
SingleServingVisitor
();

    
static
 
void
 
apply_to
(
Element
*
);

    
//статичні методи для доступу до параметрів

    
static
 
void
 
set_param1
(
TYPE
);

    
static
 
void
 
set_param2
(
TYPE
);

 

    
virtual
 
void
 
visit_ElementA
(
ElementA
*
)
 
=
 
0
;

    
virtual
 
void
 
visit_ElementB
(
ElementB
*
)
 
=
 
0
;

}

// Реалізація

SingleServingVisitor
*
 
SingleServingVisitor
::
instance_
 
=
 
NULL
;

SingleServingVisitor
*
 
SingleServingVisitor::get_instance
()
 

{

    
if
 
(
this
->
instance_
 
==
 
NULL
)

        
this
->
instance_
 
=
 
new
 
SingleServingVisitor
();

    
return
 
this
->
instance_
;

}

void
 
SingleServingVisitor::apply_to
(
Element
*
 
elem
)
 

{

    
elem
->
accept
(
get_instance
());

}

void
 
SingleServingVisitor::set_param1
(
TYPE
 
param1
)
 

{

    
getInstance
()
->
param1_
 
=
 
param1
;

}

void
 
SingleServingVisitor::set_param2
(
TYPE
 
param2
)
 

{

    
getInstance
()
->
param2_
 
=
 
param2
;

}

```

Реалізація на C#
```
// Призначення

public
 
abstract
 
class
 
SingleServingVisitor

{

	
protected
 
static
 
SingleServingVisitor
 
instance_
 
=
 
null
;

	
protected
 
TYPE
 
param1_
 
=
 
new
 
TYPE
();

	
protected
 
TYPE
 
param2_
 
=
 
new
 
TYPE
();

	
// Реалізація

	
protected
 
static
 
SingleServingVisitor
 
get_instance
()

	
{

		
if
 
(
this
.
instance_
 
==
 
null
)

			
this
.
instance_
 
=
 
new
 
SingleServingVisitor
();

		
return
 
this
.
instance_
;

	
}

	
// Зауваження: метод get_instance не повинен бути публічним

        
SingleServingVisitor
();
 

	
public
 
static
 
void
 
apply_to
(
Element
 
elem
)

	
{

		
elem
.
accept
(
get_instance
());

	
}

	
//статичні методи для доступу до параметрів

	
public
 
static
 
void
 
set_param1
(
TYPE
 
param1
)

	
{

		
getInstance
().
param1_
 
=
 
param1
;

	
}

	
public
 
static
 
void
 
set_param2
(
TYPE
 
param2
)

	
{

		
getInstance
().
param2_
 
=
 
param2
;

	
}

	
public
 
abstract
 
void
 
visit_ElementA
(
ElementA
 
NamelessParameter
);

	
public
 
abstract
 
void
 
visit_ElementB
(
ElementB
 
NamelessParameter
);

}

```